# پیشگیرنده آتش

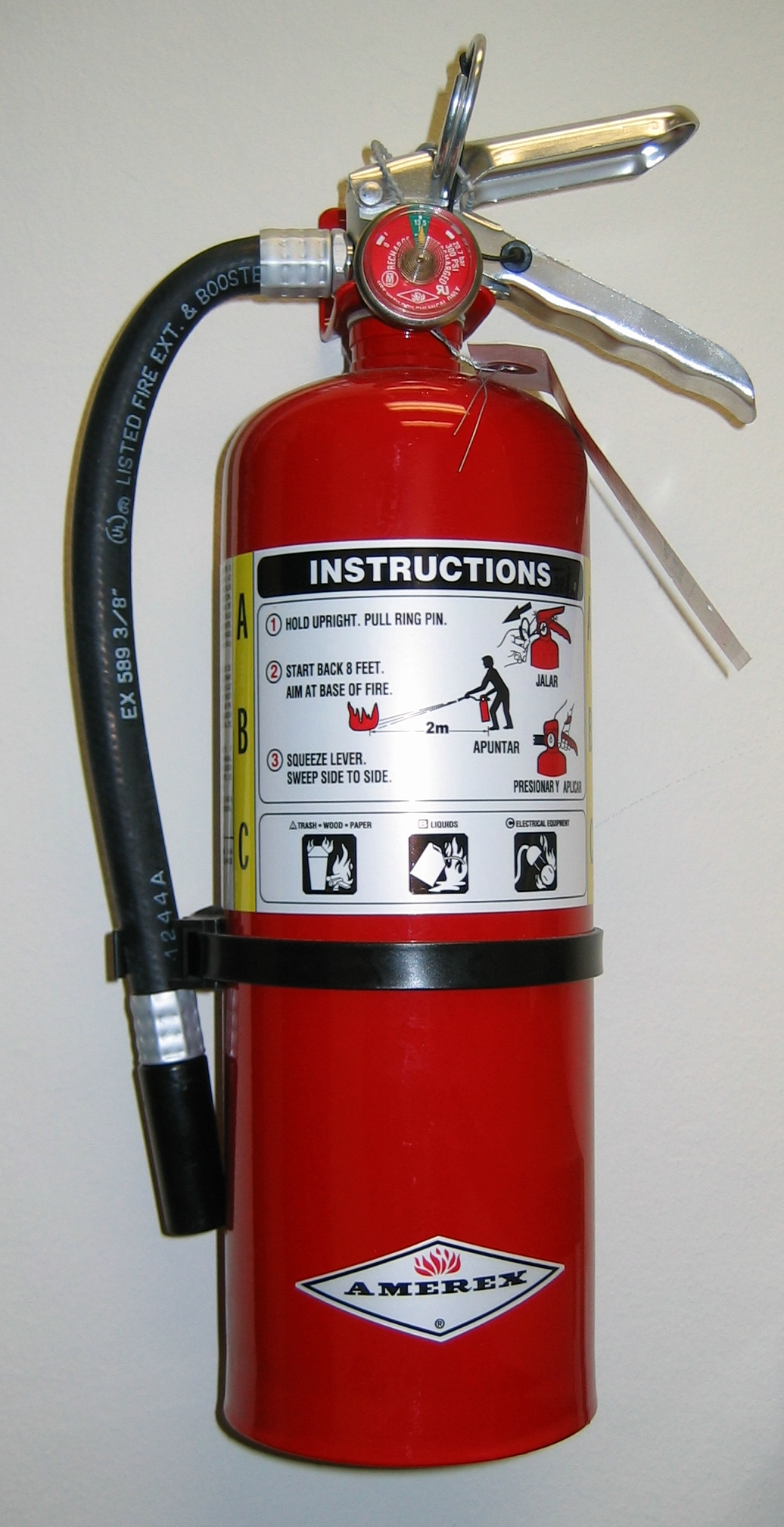
یک نمونه کپسول آتش‌نشانی

پیشگیرندهٔ آتش ماده‌ای است که از آتشگیری یک سوخت می‌کاهد یا احتراق آن را به تاخیر می‌اندازد. پیشگیرندهٔ آتش می‌تواند یک عامل شیمیایی یا ماده‌ای با ساز و کار فیزیکی باشد مانند خنک کردن سوخت یا ژل‌های پیشگیرندهٔ آتش. همچنین پیشگیرندهٔ آتش می‌تواند روکشی باشد که بر روی یک ماده کشیده می‌شود. افشانه‌های پیشگیرندهٔ آتش یک نمونه از این مواد اند که در هنگام سال نوی مسیحی بر روی درخت‌ها زده می‌شوند تا از سوختن درختان جلوگیری کنند. پیشگیرنده‌های آتش معمولاً در آتش‌نشانی کاربرد دارند.
سالانه نزدیک به ۴۰۰،۰۰۰ خانه در سراسر آمریکا دچار آتش‌سوزی می‌شود که نزدیک به ۷ میلیارد دلار آمریکا خسارت بر جای می‌گذارد. از این رو صنعت پیشگیری از آتش یا به تاخیر انداختن آن مورد توجه ویژه قرار دارد.